# Dama de Baza

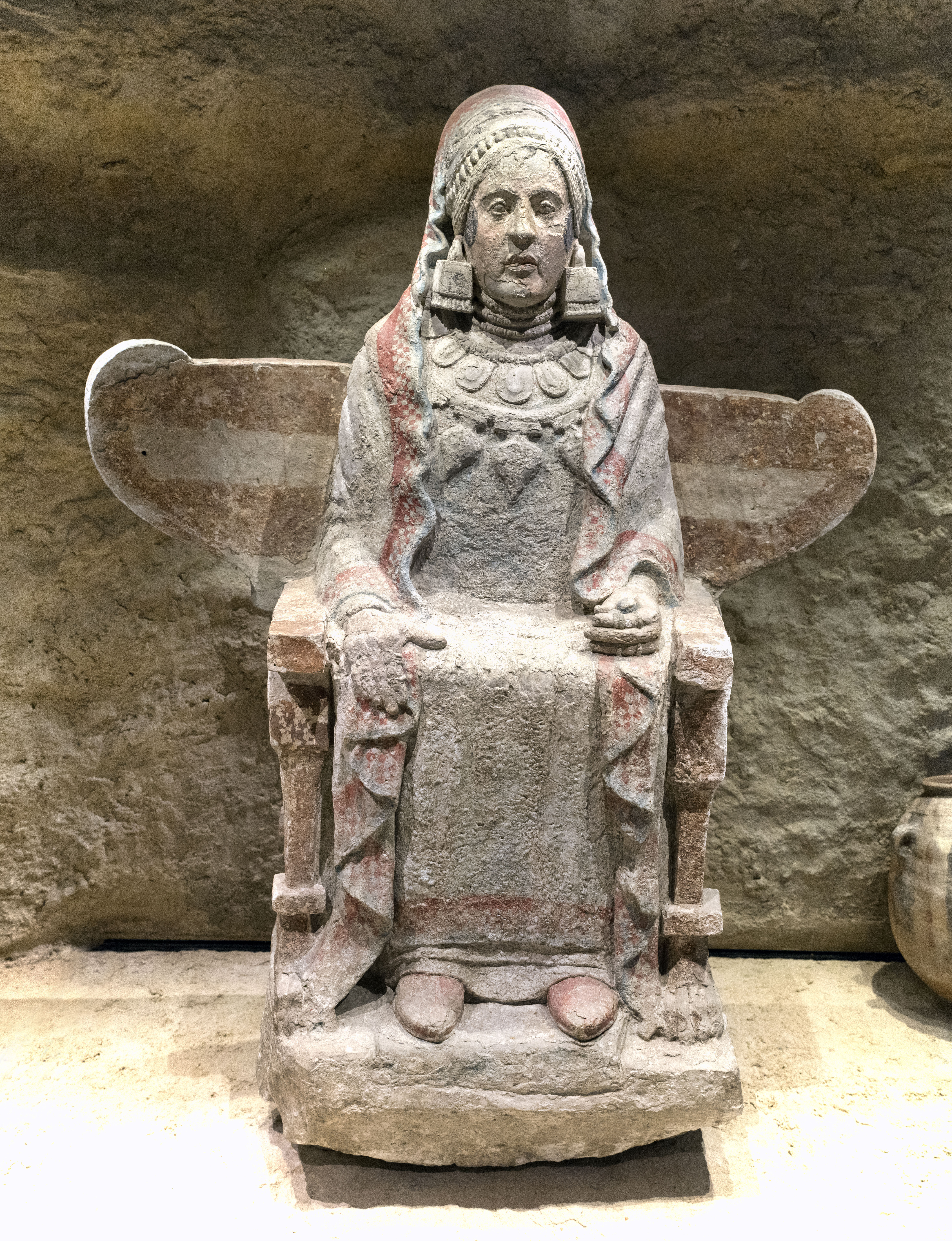
Dama de Baza

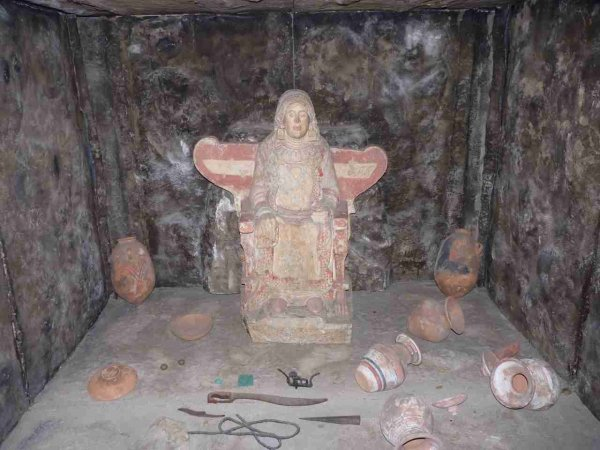
Nachbildung der Fundsituation

Die Dama de Baza ist eine iberische Skulptur des 4. Jahrhunderts v. Chr.; sie befindet sich heute – zusammen mit der Dama de Elche, der Dama del Cerro de los Santos und anderen etwa zeitgleichen Skulpturen – im Museo Arqueológico Nacional de España in der spanischen Hauptstadt Madrid.

## Entdeckungsgeschichte
Die aus einem Kalksteinblock gearbeitete Dama de Baza wurde von Archäologen am 22. Juli 1971 bei Grabungsarbeiten in einer Grabkammer in der iberischen Nekropole am Cerro del Santuario ca. 2 km nordöstlich der ca. 850 m hoch gelegenen andalusischen Kleinstadt Baza (ehemals Basti) im Nordosten der Provinz Granada entdeckt. In der Grabkammer befanden sich weitere Gegenstände (Vasen bzw. Urnen, Amphoren, Waffen).

## Beschreibung
Bei der Dama de Baza handelt es sich – anders als bei den anderen Frauengestalten der Iberischen Kunst – um eine annähernd lebensgroße sitzende Vollfigur von ca. 1,34 m Höhe, bei der noch deutliche Reste der ehemaligen Farbfassung erhalten sind. Körper- und Handhaltung sowie Kleidung (Untergewänder, Kleid, Mantel und Schuhe) und Schmuck (Pektorale, Halsketten sowie Stirn- und Ohrgehänge) sind weitgehend realistisch wiedergegeben, was Einflüsse der Griechischen Kunst wahrscheinlich macht. Das Lebensalter der Dame kann anhand ihrer Gesichtszüge auf ca. 40 bis 50 Jahre geschätzt werden. Die Rückenlehne des Thronsitzes ist flügelartig ausgebreitet.

## Interpretation
Wegen der insgesamt sehr realistischen Züge handelt es sich bei der Dama de Baza möglicherweise um das Porträt einer realen Frau – vielleicht einer Stammesführerin oder Priesterkönigin. Wegen der beigegebenen Metallwaffen wurde sie von einigen Forschern auch als Kriegerin oder Kriegsfürstin aufgefasst. Sie könnte jedoch ebenso gut eine Figur aus der religiösen Vorstellungswelt der Iberer sein (z. B. eine Muttergöttin oder Totengöttin).